# La Volonté de Savoir
La Volonté de Savoir (Frans, vertaling: de wil om te weten) is een collegereeks van Michel Foucault uit 1971.
De colleges behandelen de ontwikkelingen die het begrip Dikè (gerechtigheid) doormaakt van de 9e tot de 5e eeuw voor Christus in de Griekse stadstaten. In Homerus is Dikè nog ondoorgrondelijk voor mensen, alleen de goden weten wat gerechtigheid is. Het is dus ook niet aan de mensen om recht te spreken. In de 5e eeuw voor Christus daarentegen kan iedereen oordelen of iets rechtvaardig is door het kennen van de Nomos. Nomos verwijst naar de wet van de stad, maar heeft ook een bredere betekenis als 'de ordening van de wereld'. Het verstrekken van gerechtigheid is dus het herstellen van de natuurlijke orde in de wereld.
Een andere belangrijke ontwikkeling is de verandering die het begrip reinheid doormaakt. Bij Homerus is het zaak om tussen verschillende activiteiten de juiste reinigingsrituelen uit te voeren, anders beledig je de goden. Iemand die dit verzaakt is onrein. In de 5e eeuw voor Christus is iemand onrein wanneer hij de Nomos overtreedt, en nog belangrijker: een onrein persoon in de stad maakt de hele stad onrein. Een dergelijke stad zal dus onheil treffen (mislukte oogsten, natuurrampen enz.) totdat de onreine persoon verbannen is. Dit is tevens het belangrijkste thema in Koning Oedipus. Het wordt dus van maatschappelijk belang om uit te vinden wie de misdaad gepleegd heeft. Dit leidt tot rechtspraak op basis van ooggetuigenverslagen. Het belang van deze geschiedenis voor Foucault, is dat dit een nieuwe manier van waarheid spreken impliceert. Om de waarheid te spreken (over de misdaad) moet men de Nomos, de fundamentele orde der dingen kennen, en ooggetuige zijn. Bovendien kan iemand die getuige is van een fenomeen alleen de waarheid zien als hij de Nomos kent. Deze regel voor waarheidsvinding is in de westerse beschaving tot op heden geldig en vormt de meest ultieme voorwaarde voor alle westerse kennis, wetenschap, filosofie en theologie sinds Plato.